# Temperatura efektywna (meteorologia)
Temperatura efektywna – odzwierciedla łączny wpływ temperatury, wilgotności powietrza i prędkości wiatru na kształtowanie odczuwalności cieplnej człowieka podczas kąpieli powietrznych w cieniu. Wskaźnik ten nie uwzględnia promieniowania słonecznego.